# Yekaterina Vólkova
Yekaterina Guennádievna Vólkova (en ruso: Екатерина Геннадьевна Волкова; Kursk, Rusia, 16 de febrero de 1978) es una atleta rusa, especialista en la prueba de 3000 m obstáculos, con la que ha logrado ser campeona mundial en 2007.

## Carrera deportiva
En el Mundial de Osaka 2007 gana la medalla de oro en los 3000 metros obstáculos, con un tiempo de 9:06.57 segundos que fue el mejor tiempo en un campeonato mundial y también su mejor marca personal, quedando en el podio por delante de su compatriota la también rusa Tatyana Petrova y la keniana Eunice Jepkorir (bronce).